# Liste des albums musicaux numéro un au Billboard 200 en 1974
Cette page liste les albums musicaux ayant eu le plus de succès au cours de l'année 1974 aux États-Unis d'après le magazine Billboard.

## Historique
| Date         | Artiste(s)                        | Titre                          | Référence |
| ------------ | --------------------------------- | ------------------------------ | --------- |
| 5 janvier    | The Carpenters                    | The Singles: 1969-1973         |           |
| 12 janvier   | Jim Croce                         | You Don't Mess Around with Jim |           |
| 19 janvier   | Jim Croce                         | You Don't Mess Around with Jim |           |
| 26 janvier   | Jim Croce                         | You Don't Mess Around with Jim |           |
| 2 février    | Jim Croce                         | You Don't Mess Around with Jim |           |
| 9 février    | Jim Croce                         | You Don't Mess Around with Jim |           |
| 16 février   | Bob Dylan avec The Band           | Planet Waves                   |           |
| 23 février   | Bob Dylan avec The Band           | Planet Waves                   |           |
| 2 mars       | Bob Dylan avec The Band           | Planet Waves                   |           |
| 9 mars       | Bob Dylan avec The Band           | Planet Waves                   |           |
| 16 mars      | Barbra Streisand                  | The Way We Were                |           |
| 23 mars      | Barbra Streisand                  | The Way We Were                |           |
| 30 mars      | John Denver                       | John Denver's Greatest Hits    |           |
| 6 avril      | John Denver                       | John Denver's Greatest Hits    |           |
| 13 avril     | Wings                             | Band on the Run                |           |
| 20 avril     | John Denver                       | John Denver's Greatest Hits    |           |
| 27 avril     | Chicago                           | Chicago VII                    |           |
| 4 mai        | Marvin Hamlisch / Bande originale | The Sting                      |           |
| 11 mai       | Marvin Hamlisch / Bande originale | The Sting                      |           |
| 18 mai       | Marvin Hamlisch / Bande originale | The Sting                      |           |
| 25 mai       | Marvin Hamlisch / Bande originale | The Sting                      |           |
| 1er juin     | Marvin Hamlisch / Bande originale | The Sting                      |           |
| 8 juin       | Wings                             | Band on the Run                |           |
| 15 juin      | Wings                             | Band on the Run                |           |
| 22 juin      | Gordon Lightfoot                  | Sundown                        |           |
| 29 juin      | Gordon Lightfoot                  | Sundown                        |           |
| 6 juillet    | Wings                             | Band on the Run                |           |
| 13 juillet   | Elton John                        | Caribou                        |           |
| 20 juillet   | Elton John                        | Caribou                        |           |
| 27 juillet   | Elton John                        | Caribou                        |           |
| 3 août       | Elton John                        | Caribou                        |           |
| 10 août      | John Denver                       | Back Home Again                |           |
| 17 août      | Eric Clapton                      | 461 Ocean Boulevard            |           |
| 24 août      | Eric Clapton                      | 461 Ocean Boulevard            |           |
| 31 août      | Eric Clapton                      | 461 Ocean Boulevard            |           |
| 7 septembre  | Eric Clapton                      | 461 Ocean Boulevard            |           |
| 14 septembre | Stevie Wonder                     | Fulfillingness' First Finale   |           |
| 21 septembre | Stevie Wonder                     | Fulfillingness' First Finale   |           |
| 28 septembre | Bad Company                       | Bad Company                    |           |
| 5 octobre    | The Beach Boys                    | Endless Summer                 |           |
| 12 octobre   | Olivia Newton-John                | If You Love Me, Let Me Know    |           |
| 19 octobre   | Bachman-Turner Overdrive          | Not Fragile                    |           |
| 26 octobre   | Barry White                       | Can't Get Enough               |           |
| 2 novembre   | Crosby, Stills, Nash and Young    | So Far                         |           |
| 9 novembre   | Carole King                       | Wrap Around Joy                |           |
| 16 novembre  | John Lennon                       | Walls and Bridges              |           |
| 23 novembre  | The Rolling Stones                | It's Only Rock 'n Roll         |           |
| 30 novembre  | Elton John                        | Greatest Hits                  |           |
| 7 décembre   | Elton John                        | Greatest Hits                  |           |
| 14 décembre  | Elton John                        | Greatest Hits                  |           |
| 21 décembre  | Elton John                        | Greatest Hits                  |           |
| 28 décembre  | Elton John                        | Greatest Hits                  |           |